# Mała Martynika
Mała Martynika (fr. Petite Martinique) – wyspa na Morzu Karaibskim o powierzchni 2,4 km² w grupie Grenadyn w archipelagu Wysp Nawietrznych. Liczba mieszkańców – 900 (1991).
Wraz z oddaloną o ok. 2 km na zachód wyspą Carriacou stanowią najbardziej wysuniętą na północ część Grenadyn należącą do Grenady. Wszystkie pozostałe wyspy tego archipelagu położone na północ od nich (wraz z najbliższą, leżącą kilkaset metrów na północ od Małej Martyniki wysepką Petit Saint Vincent) są częścią państwa Saint Vincent i Grenadyny.